# شعب التيميار
شعب التيميار هي مجموعة سينويك أصلية في شبه الجزيرة الماليزية وواحدة من أكبر مجموعات أورانغ أصلي الثمانية عشر في ماليزيا. كما يقيمون بشكل رئيسي في بيراك وباهانج وكيلانتان. يقدر إجمالي عدد سكانها بحوالي 40 إلى 120 ألف نسمة، يعيش معظمهم على أطراف الغابات المطيرة، بينما انتقل عدد قليل منهم إلى المناطق الحضرية.
التيميار هم تقليدياً من أتباع المذهب الوثني. يؤدي شعب التيميار رقصة سيوانج الاحتفالية كجزء من معتقداتهم الشعبية.

## السكان
التغيرات في عدد سكان شعب التيميار هي كما يلي:
| السنة      | ثلاثينيات القرن العشرين | 1960  | 1965  | 1969  | 1974   | 1980   | 1991   | 1993   | 1996   | 2000   | 2003   | 2004   | 2010   |
| عدد السكان | 2000                    | 8,945 | 9,325 | 9,929 | 10,586 | 12,365 | 16,892 | 15,122 | 15,122 | 17,706 | 25,725 | 25,590 | 30,118 |

## ثقافتهم
الطعام التقليدي لديهم:
- ناسي سيريمباد، أرز مطبوخ في الخيزران.
- أومبوت باياس ماساك جولاي، لب الكاري.
- بوكوك باكو بينول، نبات بوكوك باكو السرخس، أوراق التابيوكا والأنشوجة المطبوخة في الخيزران.

## مناطق سكنهم
- جيرم بيرتام، كلنتن.[9]
- كامبونج تشينجكيليك، كوالا بيتيس، كيلانتان.[10]
- كامبونج ميرلونج, كوالا بيتيس, كيلانتان.[11]
- كامبونج جاراو بارو، كيمار، جيريك، بيراك.
- كامبونج سونجاي كاداك، أولو كينتا، إيبوه بيراك.
- كامبونج تونججانج، تانجونج رامبوتان، إيبوه ، بيراك.[12]
- كامبونج أولو جيريك، جيريك، بيراك.
- بوس بوي، لاسا، سونغاي سيبوت (شمال)، بيراك. [13]
- كامبونج تيماكا، سونجاي سيبوت (شمال)، بيراك.
- بوس بيرور، لاسا، سونجاي سيبوت (شمال)، بيراك.
- طيران بانون، منطقة هولو بيراك، بيراك.
- كيمار، جيريك، بيراك.

## شخصيات بارزة
- زوميكا عزمي، لاعبة كريكت ماليزية.
- رملي محمد نور، سياسي ماليزيا.
- ساشا عزمي، لاعب كريكت ماليزي.